# Rebeca Gusmão
Rebeca Braga Lakiss Gusmão (Brasília, 24 de agosto de 1984) é uma ex-nadadora brasileira. Em 2008 foi pega no exame antidoping e banida para sempre do esporte.

## Trajetória na natação
Rebeca começou a nadar aos seis anos no Clube do Exército, por influência de seu pai que também nadava e, por indicação médica, pois tinha bronquite, asma e sinusite. No início, não gostava de nadar mas, quando viu Fernando Scherer ganhar a medalha de bronze nos Jogos Olímpicos de Atlanta, decidiu se dedicar à natação.
Federada aos 12 anos, tornou-se campeã brasileira dos 50 metros nado livre com três meses de treinamento; aos 14 anos foi convocada para a seleção brasileira adulta, para fazer parte da equipe de natação nos Jogos Pan-Americanos de 1999 em Winnipeg, onde conquistou a medalha de bronze no revezamento 4x100 metros livre.
Em 2000 foi morar nos Estados Unidos, onde treinou por três meses. Competiu pelo Club de Regatas Vasco da Gama e pelo Associação Desportiva São Caetano, sem deixar Brasília.
Participou dos Jogos Pan-Americanos de 2003 em Santo Domingo, na República Dominicana, e ganhou medalha de bronze no revezamento 4x100 metros livre.
Em 2004 foi às Olimpíadas de Atenas. Depois disso, treinou nos Estados Unidos e na Itália.
Em 2007 disputou os Jogos Pan-Americanos do Rio de Janeiro, e ganhou medalha de ouro nos 50 metros livre e nos 100 metros livre; medalha de prata no revezamento 4x100 metros livre; e medalha de bronze no revezamento 4x100 metros medley. Depois de testar positivo em um exame antidoping, perdeu as medalhas conquistadas.

### Dopagem bioquímica
Em 5 de novembro de 2007, Rebeca recebeu o resultado de teste positivo para anabolizantes esteroides em amostras coletadas durante a Rio 2007, o que poderia causar não apenas a devolução das quatro medalhas que a nadadora ganhara no Pan, mas também a retirada dos recordes sul-americanos que conquistara e, possivelmente o banimento definitivo do esporte.
Em 17 de dezembro de 2007 foi confirmado o doping e a perda das quatro medalhas conquistadas por Rebeca, mas aguardava-se o resultado do exame da contraprova, feita no dia anterior ao torneio.
A Federação Internacional de Natação (FINA) suspendeu por dois anos a nadadora, em 24 de julho de 2008; ela ficaria sem competir até 17 de julho de 2010. Rebeca recorreu ao Tribunal Arbitral do Esporte para tentar reverter a pena divulgada pela FINA mas, se fosse considerada culpada novamente, poderia ser banida do esporte, já que a Agência Mundial Antidoping permite que um atleta seja condenado no máximo uma vez.
A Confederação Brasileira de Desportos Aquáticos (CBDA) confirmou, em 5 de setembro de 2008, que recebera da FINA o inteiro teor da decisão do Painel de Doping que resolvera suspender a atleta "inelegível pelo resto da vida" (ineligible for lifetime), a partir de 18 de julho de 2007. A decisão foi tomada com base nas regras da FINA DC 2.5, DC 10.2, DC 10.4 e DC 10.6.3. A suspensão tem por objetivo punir quando ocorrem duas ou mais violações da regra antidoping da FINA.
Em 11 de agosto de 2009, Rebeca foi absolvida da acusação de falsidade ideológica por utilizar urina de outra pessoa. Foi comprovado que o frasco contendo a urina da atleta na coleta de 12 de julho de 2007 não chegou ao laboratório. Foi utilizado material de um frasco diferente, supondo ser o material que estava no frasco da atleta, mas que foi trocado na ausência dela ou de qualquer pessoa de sua confiança. A atleta seguiu na suspensão por dois anos na natação.
Em 13 de novembro de 2009, o Tribunal Arbitral do Esporte (TAS) pôs fim à esperança de Rebeca voltar às piscinas. A entidade informou em seu site que a decisão final dos processos relativos à nadadora é de que ela seria banida definitivamente do esporte.

## Vida após a aposentadoria da natação
Em 2008, Rebeca começou a jogar futebol pela Associação Atlética Esportiva e Recreativa dos Cooperados do Distrito Federal, tendo a função de centroavante e a camisa de número 5, mesmo número da raia que lhe dera as medalhas de natação no Pan Rio 2007.
Em 2009, foi campeã do Campeonato Mundial de Supino, quando alcançou a marca de 140 quilos.
Em 2010 candidatou-se ao cargo de deputada distrital pelo PC do B.  Entre seus projetos de candidata, Rebeca incluiu a ampliação do programa Bolsa-Atleta, criação do Bolsa-Treinador e projeto de caça-talentos para os Jogos Olímpicos de 2016.
Em 2015 foi convidada para integrar a equipe de participantes do reality show A Fazenda. No mesmo ano foi processada pelo empresário Bruno Silvério de Oliveira Santos após negar a pagar parte de seu cachê durante a participação no programa. Bruno foi o responsável pela intermediação e negociação com a Record e a ex-nadadora foi condenada pela Justiça a pagar 35% de todo o valor que faturou por sua participação no reality rural. 
Em 24 de julho de 2016 nasceu de cesariana seu filho Zeus, fruto do relacionamento com o empresário André Luiz .